# L'Abominable Pardessus
L'Abominable Pardessus (In a Vain Shadow) est un roman policier de l’écrivain britannique James Hadley Chase, publié en 1951 à Londres, aux éditions Jarrolds Publishers Limited, sous le pseudonyme de Raymond Marshall. La même année, chez le même éditeur et sous le même pseudonyme paraissent ensuite But a Short Time to Live (Sirène à la manque) et Why Pick on Me ? (Ne tirez pas sur le pianiste). Le livre paraît en France dès 1951 dans la Série noire, sous la signature de James Hadley Chase. La traduction est signée Henri Robillot. L'action se situe à Londres.

## Résumé
Frank Mitchell, ancien commando, est à nouveau fauché. Une annonce lui fait miroiter une « situation d'avenir » en tant que garde du corps. Sarek, son futur patron, a un bureau misérable, une voiture à bout de souffle, un pardessus hideux - qu'il ne quitte jamais - et une secrétaire revêche et éléphantesque. Mais celle-ci a au doigt un beau diamant et Mitchell en a aperçu d'autres sur le bureau de Sarek. Il accepte donc le job, heureux de s'éloigner de la très jolie et très amoureuse Netta, dont il s'est lassé et décidé à empocher le gros lot. Sarek a reçu trois lettres de menaces et Mitchell va loger chez lui, où Rita, l'épouse de Sarek, accueille glacialement le nouveau venu, lequel éprouve au contraire une irrésistible attirance pour elle.
Pendant un voyage du couple à Paris, Mitchell découvre la machine à écrire et le papier qui prouvent que c'est Rita qui a envoyé les lettres de menaces à son mari. Il apprend aussi qu'elle a été une vedette de music-hall au Caire et que Sarek n'a pu l'épouser qu'en lui faisant du chantage. Menacé de renvoi pour inutilité, Mitchell envoie lui-même une nouvelle lettre de menaces et obtient ainsi, outre une prolongation de son contrat, les faveurs de Rita, qui a compris que son secret est percé. Elle lui propose de tuer Sarek pour empocher sa fortune cachée : 150 000 livres, pour l'essentiel en diamants. Mitchell fait semblant d'accepter, espérant faire main basse sur le trésor avant de filer, non avec Rita mais avec Netta, nettement moins dangereuse.
Mais rien ne se passe comme prévu et Mitchell finit par tuer, plus ou moins accidentellement, Sarek, accomplissant ainsi ce qu'il avait annoncé dès le début ; il se débarrasse du corps, mais ne peut mettre la main sur les diamants. Rita et lui se déchirent : il est sur le point de la tuer lorsque la police l'interrompt...
« Un classique du genre qui illustre parfaitement les ingrédients du triptyque Chasien : l'aventurier sans scrupules, l'épouse vénale et pourrie d'un richard, la soif démesurée de richesses et donc... l'assassinat irréversible ».

## Personnages principaux
« Très peu de personnages, presque un huis clos. Mais des personnages fabuleux ».
- Frank Mitchell, le narrateur. « Jusqu'ici, je n'ai jamais fait de démarches pour obtenir une situation[6] ». « Conclusion, à partir de maintenant, moi aussi je suis un fortiche[7] ».
- Netta Garsten, pose pour des photos de mode. « Elle est jolie à regarder, elle s'habille bien, elle a un petit studio luxueux Lannox Street, près de Picadilly [...] Mais elle fait des salades. Elle veut se marier. Avec moi, si possible. Elle passe son temps à me répéter qu'elle m'aime[6] ».
- Henry Sarek, trafiquant. « Il est laid à faire peur, mais une fois qu'on a remarqué ses petits yeux noirs, on oublie sa laideur. [...] Ce sont les yeux d'un bonhomme capable de construire un empire, de devenir un nabab, d'égorger sa mère et de pleurer ensuite sur son cadavre[8] ».
- Emmie Pearl, secrétaire dévouée de Sarek, à son service depuis 10 ans. « Une espèce de laideron adipeux, à qui on donnerait vingt ans comme quarante, aussi asexuée et aussi peu ragoûtante à voir qu'un évier plein de vaisselle sale. [...] Quelque chose me dit que cette femelle est pleine d'astuce, dégourdie et aussi acérée qu'une lame de rasoir[9] ».
- Rita Kersh, épouse de Satek. « Neuf hommes sur dix la croiseraient sans se retourner, mais il faut que je sois le dixième. Elle a un je ne sais quoi qui a touché la corde sensible, elle a mis le feu aux poudres[10] ».
- Miss Robinson, hôtesse de l'air dévouée à Sarek, qui lui octroie de bons pourboires.
- le pasteur du village.

## La punition des péchés
Le titre anglais est extrait d'un psaume chanté depuis des siècles dans l'église anglicane pour les funérailles : For man walketh in a vain shadow, and disquieteth himself in vain : he heapeth up riches, and cannot tell who shall gather them. C'est le sort du héros, qui s'agite en vain et n'aura pas les richesses convoitées. Netta l'a averti dès le départ : « Je sais que tu as eu des coups durs, mais ça va être encore pire si tu te lances bêtement dans une sale affaire. » Mais Frank Mitchell ne peut l'entendre car il a trop de mépris pour les femmes, qu'il exprime à haute voix : « Puisqu'on parle de ça, mettez-vous bien dans le crâne que je ne reçois pas d'ordres des femmes, y compris miss Pearl. » « Quand j'ai envie d'une femme, je me l'envoie. » « Une femme est capable de tout faire jusqu'au moment où survient le coup dur. Alors, l'homme est indispensable. »
Il s'est attiré la haine d'Emmie Pearl en lui montrant combien il la trouve affreuse, et il a soumis Rita à un véritable chantage : « Ce soir, vous viendrez dans ma chambre ou je lui dis tout. » Ce sont pourtant ces deux femmes qui vont, chacune de son côté, le manipuler et l'amener à sa perte. Et le personnage du pasteur intervient symboliquement deux fois, interrompant Mitchell à des moments cruciaux : lorsqu'il s'apprête à entrer pour la première fois, par effraction, dans la chambre de Rita, absente, et lorsqu'il veut repêcher l'abominable pardessus du puits où il l'a jeté avec le cadavre de Sarek.

## Éditions françaises
- Gallimard, coll. « Série noire » no 75, 1951  (ISBN 207047075X) ;
- Gallimard, coll. « La Poche noire » no 1 (1967)  (ISBN 9782071024482) ;
- Gallimard, coll. « Carré noir » no 4 (1972)  (ISBN 2070430049) ;
- Gallimard, coll. « James Hadley Chase » no 42 (1998)  (ISBN 2070498093).